# ECC予備校
ECC予備校（ECCよびこう）は、ECC総合教育機関の一社である株式会社ECC予備校が運営する予備校である。近畿（大阪・兵庫・奈良）と中部（愛知・岐阜）に校舎を展開。
1980年代には「エンターテインメントな授業は一切行いません」というキャッチコピーがあった。

## 設置クラス
※大阪・京都・兵庫・奈良の校舎の設置クラス。中部地区は除く。

### 高卒クラス
- 国公立系コース
  - 京大・阪大理系特進コース
  - 京大・阪大文系特進コース
  - 国公立大医進選抜コース
  - 神大・市大理系選抜コース
  - 神大・市大文系選抜コース
  - 阪大（外）・神外大選抜コース
  - 国公立大理系基礎強化コース（センター重視）
  - 国公立大文系基礎強化コース（センター重視）
- 私立系コース
  - 関関同立文系選抜コース
  - 関外大・京外大コース
  - 私立大理系コース
  - 産近甲龍文系コース（基礎強化）
  - 私立薬・農・歯学系コース

### 現役高校生科

#### 高3生科
- 国公立大系コース
  - 京大・阪大<理系・文系>特進コース（選抜制）
  - 阪大・神大<理系・文系>選抜コース
  - 神大・市大<理系・文系>選抜コース
  - 阪大（外）・神外大選抜コース
  - 国公立<理系・文系>コース（センター重視）
  - 国公立看護・医療系コース
- 私立大系コース
  - 関関同立<理系・文系>選抜コース
  - 関外大・京外大選抜コース
  - 産近甲龍<理系・文系>コース
  - 私大<理系・文系>基礎強化コース
  - 難関女子大コース
  - 私立薬学コース
  - 私立農学・栄養学系コース

#### 高2生科
- 高2プレミア特進コース（選抜制）
- 高2ハイレベル選抜コース
- 高2プログレス選抜コース

#### 高1生科
- 高1コース

#### 実施イベント
- 近畿大学・関西外国語大学推薦入試アプローチテスト
- 私大後期入試対策逆転合格ゼミ

### 対策大学
- 関西大学
- 立命館大学
- 京都産業大学
- 近畿大学
- 甲南大学
- 龍谷大学
- 大阪経済大学

## 校舎
（2011年1月現在）
大阪府
梅田校、天王寺校、高槻校、茨木校、枚方校、京橋校、布施校、中もず校、千里中央校、豊中校

兵庫県
JR尼崎校、西宮校、名谷校
奈良県
西大寺校
中部地区（ECC進学ゼミ）
金山校、星ヶ丘校、岐阜校、大垣校

## 備考
- 天王寺校は、大阪市立大学商学部の前期日程・二次試験の会場に使用される。